# Алкагест
Алкагест (Alkahest; в дореволюционной русской традиции Алькаэст) или Универсальный растворитель (лат. Menstruum universale) в алхимии — жидкая субстанция, обладающая способностью растворять все без исключения тела (вещества). Парацельс, впервые употребивший термин алкагест в начале XVI века, произвёл его, по-видимому, от араб. القالي‎ al-kali (щёлочь).

## Алкагест в алхимии
Получение универсального растворителя наряду с поисками философского камня являлось одной из целей алхимии; с его помощью алхимики надеялись выделить философский камень из природных и искусственно полученных веществ.
Некоторое время на роль универсального растворителя в алхимии претендовала царская водка, которую получил в 1270 году путём растворения нашатыря (хлорид аммония) в концентрированной азотной кислоте итальянский алхимик Бонавентура. Своим названием царская водка обязана способности растворять «царя металлов» — золото; однако она не действует на стекло, керамику, песок и многие другие вещества.
Алкагест упоминался в сочинениях последователей Парацельса, известнейших алхимиков XVI—XVII веков: Ван Гельмонта, Тахения, Глаубера и др. Ван Гельмонт утверждал, будто ему удалось получить алкагест, и он растворяет всё, с чем соприкасается, «как тёплая вода растворяет лёд». Иногда термин алкагест использовался как синоним понятий философский камень или эликсир жизни.

## Невозможность существования
Невозможность существования универсального растворителя показал в конце XVII века немецкий алхимик И. Кункель: «Если алкагест растворяет все тела, то он растворит и сосуд, в котором содержится; если он растворяет кремень, то он обратит в жидкость и стеклянную реторту…». После доказательства Кункеля алкагест практически перестал упоминаться в алхимических сочинениях. Хотя можно, например, хранить растворитель в невесомости либо придать ему свойства магнитной жидкости и подвесить в магнитном поле. Можно также держать алкагест в сосуде из замороженного алкагеста, подбирая конфигурацию системы охлаждения так, чтобы полностью не разморозить и не заморозить растворитель.

## Современное употребление термина
В настоящее время универсальным растворителем в школьных учебниках химии часто называют воду с целью подчеркнуть тот факт, что вода способна растворить больше веществ са́мой разнообразной природы, чем какой-либо другой растворитель.
В органической химии универсальными растворителями также иногда называют тетрагидрофуран, растворяющий многие низкомолекулярные органические вещества и полимеры, включая поливинилхлорид и резину, а также диметилсульфоксид, растворяющий многие высококристалические вещества.